# Uplaz
Uplaz är en bergstopp i Antarktis. Den ligger i Sydshetlandsöarna. Argentina, Chile och Storbritannien gör anspråk på området. Toppen på Uplaz är 4 meter över havet.
Terrängen runt Uplaz är huvudsakligen kuperad, men åt sydost är den platt. Havet är nära Uplaz österut. Trakten är glest befolkad. Närmaste befolkade plats är Commandante Ferraz Station, 9,6 kilometer nordost om Uplaz. 